# Brachyorrhos
Brachyorrhos es un género de serpientes de la familia Homalopsidae. Se distribuyen por las Molucas y quizá Timor oriental.

## Especies
Se reconocen las siguientes:
- Brachyorrhos albus (Linnaeus, 1758)
- Brachyorrhos gastrotaenius (Bleeker, 1860)
- Brachyorrhos raffrayi (Sauvage, 1879)
- Brachyorrhos wallacei Murphy, Mumpuni, de Lang, Gower & Sanders, 2012